# フェルディナン・シュヴァル

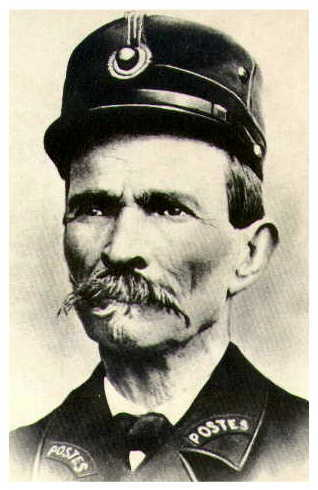
フェルディナン・シュヴァル

ジョゼフ・フェルディナン・シュヴァル（Joseph Ferdinand Cheval, 1836年4月19日 - 1924年8月19日）はフランスの郵便配達人。33年の歳月をかけて、今日ではシュヴァルの理想宮 (Palais idéal) として知られる巨大な城塞を自力で建設した。

## 人物
シュヴァルは7月王政期のフランスドローム県オートリーヴの南の小村シャルム＝シュル＝エルバスで生まれた。13歳になるとヴァランスのパン屋へ奉公にでて徒弟となったり、リヨンでパン職人をしたりしていたが、1864年からは、郵便配達の仕事についた。そして1878年にオートリーヴへ転勤となり、以後定住した。
彼は、毎日30kmもの徒歩での配達をしているうち、空想を楽しむようになった。それは、「おとぎの国の宮殿」の有様であり、彼の中で段々と具体的な形になっていった。彼は、この益体もない妄想を、人に変人だと思われると思ってだれにも話さなかったし、もちろん現実に再現しようという気もなかった。そんな彼が理想宮の建設を始めたのは1879年、43歳の時であった。仕事中、彼は転びそうになった。その原因となった石を拾うと彼はその奇妙な形に魅了され、家に持ち帰った。翌日同じ場所を通りかかった彼はさらにすてきな石を見つけたので家に持ち帰り、これがきっかけとなって石の収集を趣味とするようになった。
このときから彼は仕事中に見つけた様々な石をはじめはポケットに、後にはバスケットに、そして最後は台車を用い、仕事以外にさらに10kmも歩いて回収し、それを夜に積み上げ始めた。村の住人たちは一人で奇怪な建築を造り続ける彼を馬鹿者呼ばわりした。上司である郵便局長からも行動を問いただされたものの、シュヴァルはその趣味に情熱を燃やすのをやめることはなかった。

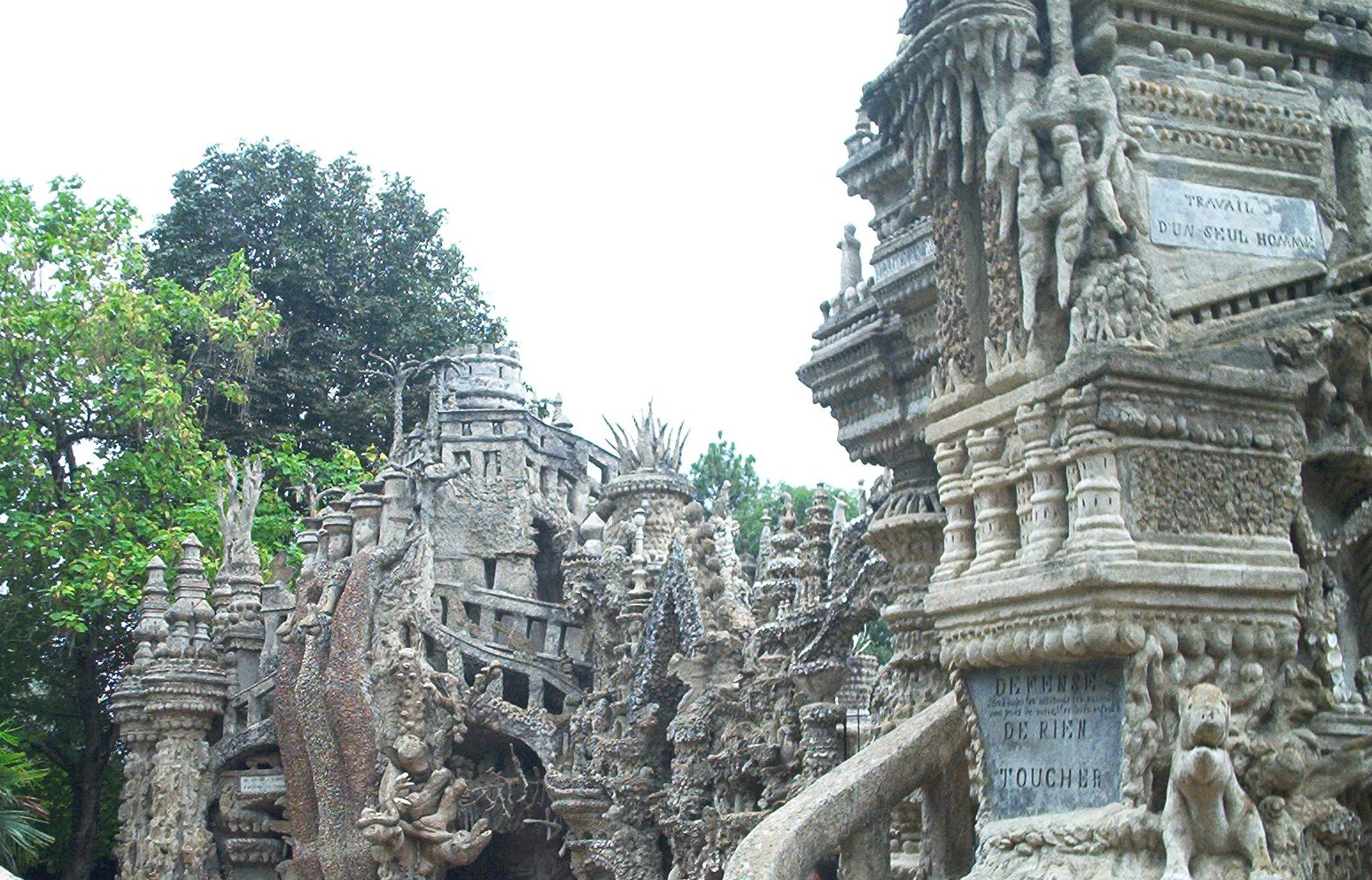
シュヴァルの理想宮

建設を初めて20年間は外壁の建設に用いられた。城のデザインは様々なスタイルの折衷からなり、聖書やヒンドゥー教の神話にも影響を受けている。石と石とは石灰とワイヤー、セメントなどで補強された。
1912年、33年間かかった理想宮の建設を終えるとつぎに彼は、自分と家族の墓所の制作にとりかかった。当初の計画では理想宮に棺を納めるはずだったのだが、これが、法律や教会の反対から不可能であることを知ってのことだった。この霊廟は村の共同墓地にあり、彼自身によって、「終りなき沈黙と休息の墓」と名づけられた。この仕事に彼は、1914年から1922年までかけ、2年後の1924年に死去した。「理想宮」の存在はフランスのマスコミに多く取り上げられており、シュヴァルの死の前にはアンドレ・ブルトンやパブロ・ピカソにも彼の名が知れ渡っていたとされる。
1969年にフランス政府の文化大臣アンドレ・マルローにより理想宮は文化財として登録された。現在はクリスマスと元日を除いて一般に公開されている。
2018年にシュヴァルの後半生を描いた映画『シュヴァルの理想宮 ある郵便配達員の夢』が公開されている。

## ギャラリー

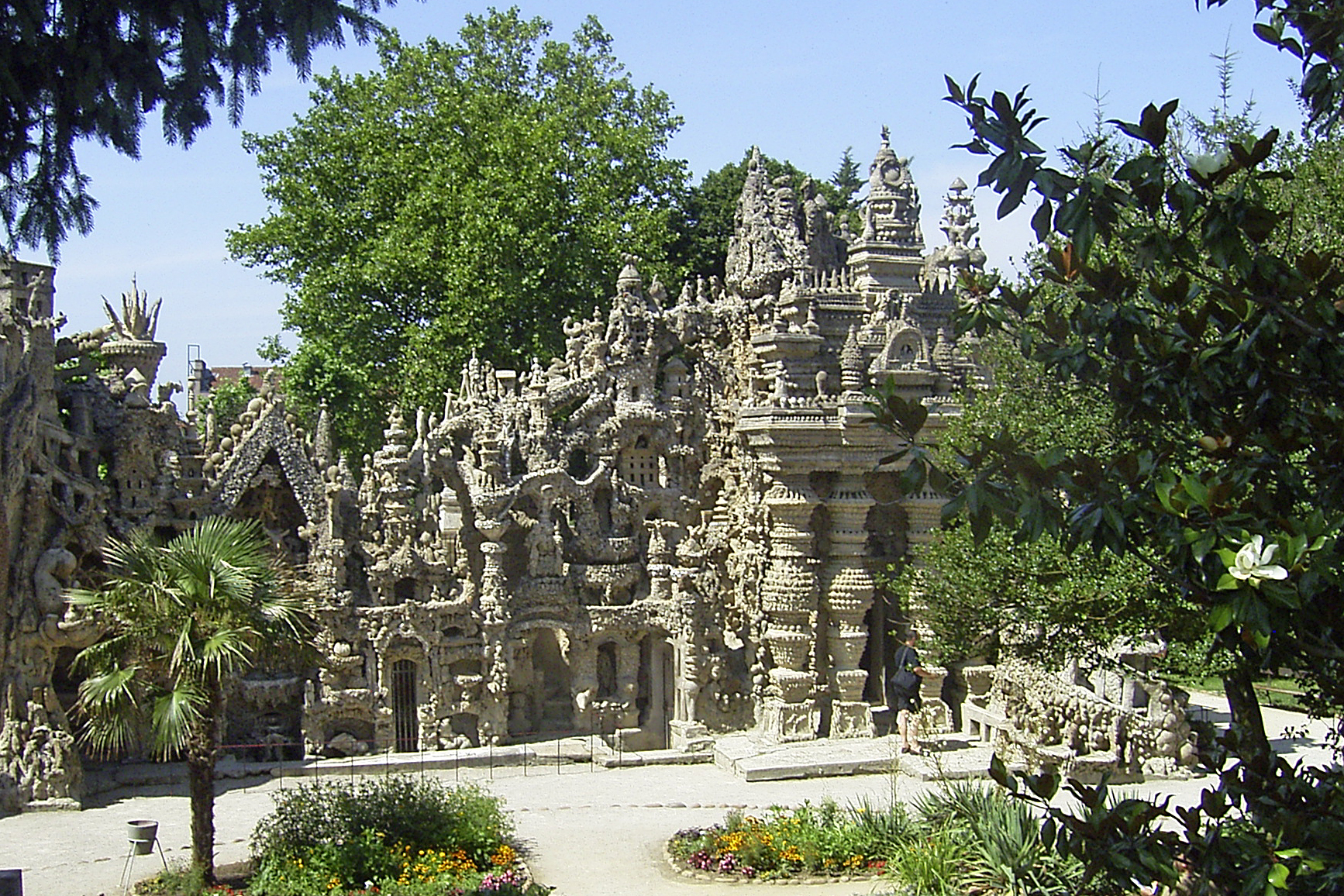
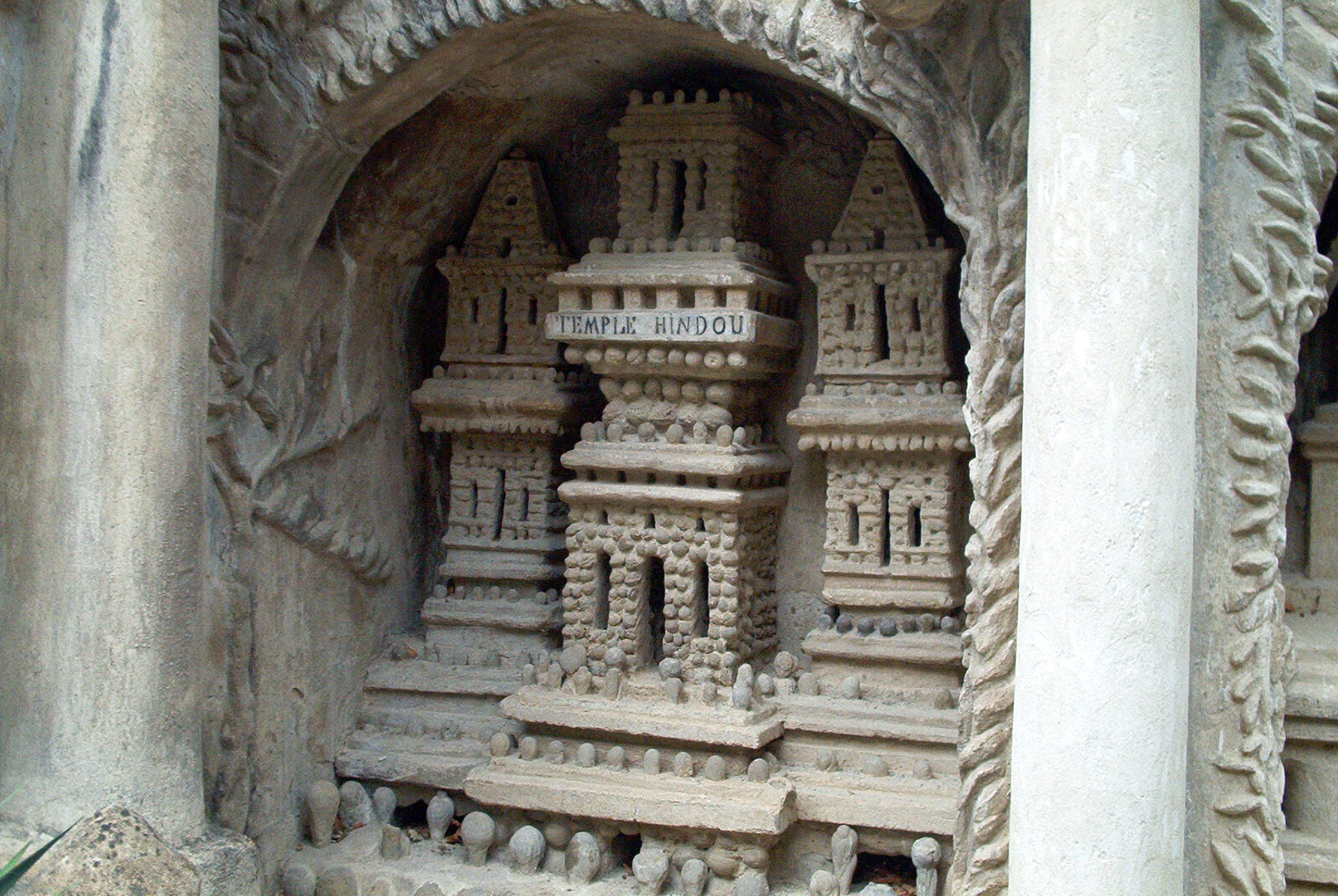
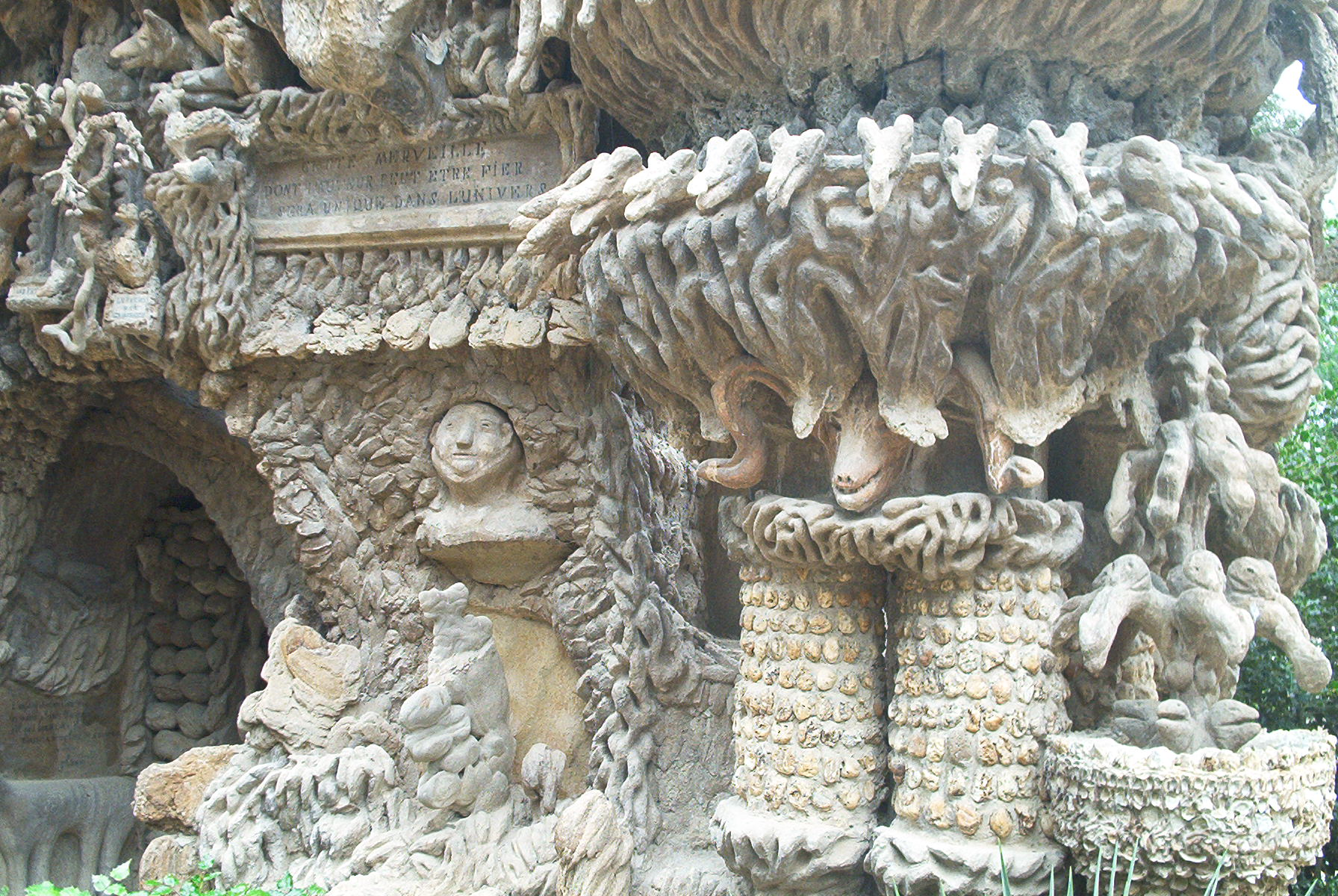
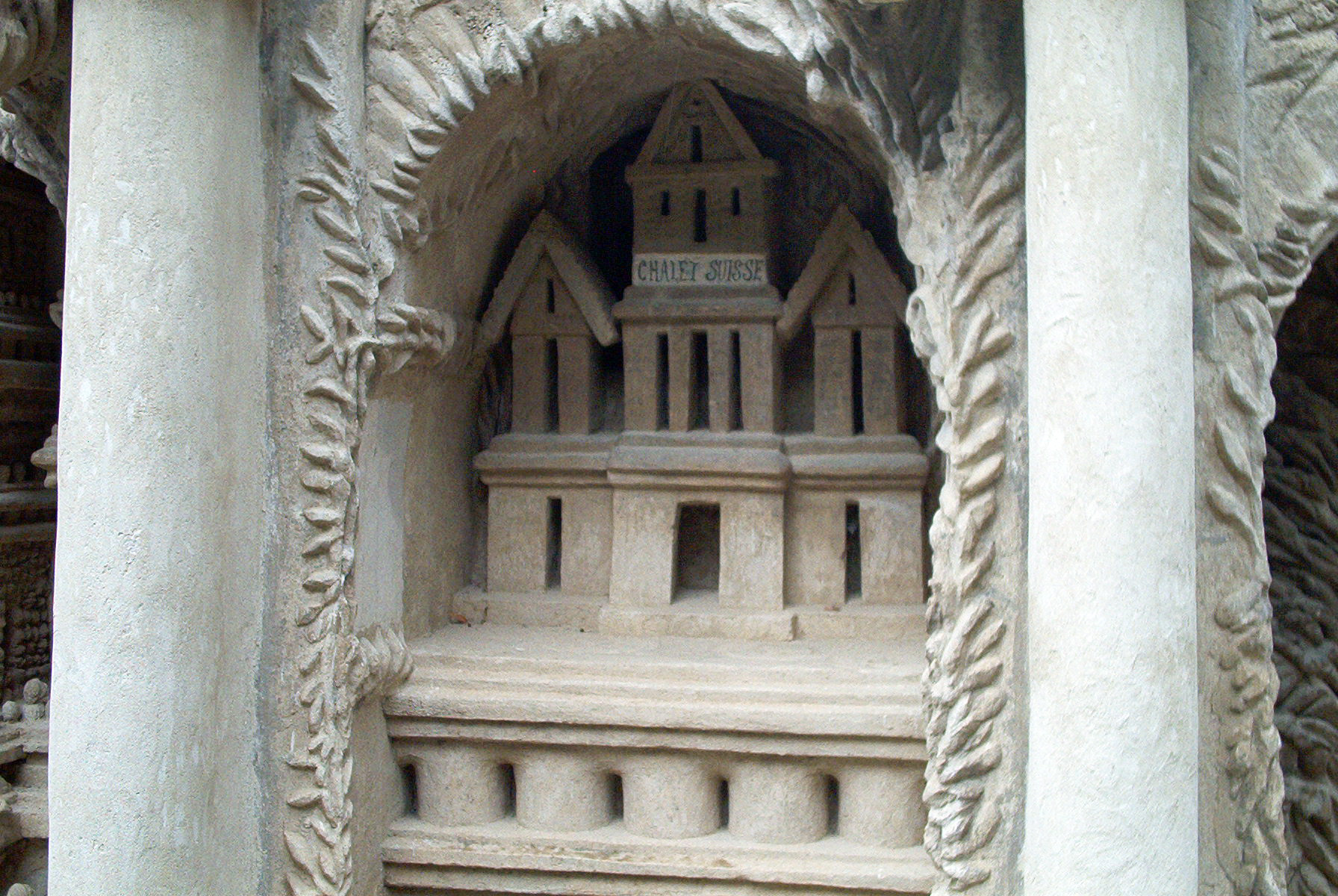

## 関連文献
- 『郵便配達夫シュヴァルの理想宮』　河出文庫　岡谷公二著　 ISBN 4-309-47418-7
- 『東西奇ッ怪紳士録』　小学館文庫　水木しげる著（第12話　フランスの妖怪城）　ISBN 4-09-192613-4
- 『シュヴァル 夢の宮殿をたてた郵便配達夫』 岡谷公二文　山根秀信絵 福音館書店 たくさんのふしぎ傑作集　2016